# 曲福田
曲福田（1962年8月—），男，山东莱州人，中华人民共和国政治人物。山东农学院农业经济管理专业毕业，南京农业大学农业经济管理专业硕士、博士毕业，中国国家杰出青年科学基金获得者。

## 生平
1978年，进入山东农学院农业经济管理专业学习。1982年，进入南京农业大学农业经济管理专业攻读研究生。1985年7月毕业后参加工作，留校任教。1988年12月加入中国共产党。历任讲师、副教授、教授，土地管理学院副院长、院长，研究生院常务副院长兼土地管理学院院长，南京农业大学校长助理兼研究生院常务副院长，南京农业大学副校长、党委常委。
2006年4月，挂职任江苏省发改委副主任、党组成员。2008年，任江苏省发改委副主任、党组副书记。2009年，任江苏省委农村工作领导小组办公室主任，省发改委副主任、党组副书记。2012年5月，任中共淮安市委副书记、市人民政府代市长；次月正式当选市长。2013年，被选为第十二届全国人民代表大会江苏地区代表。2016年1月，任苏州市人民政府副市长、代理市长，1月21日在苏州市十五届人大五次会议上被当选为苏州市人民政府市长。2017年3月，任中共泰州市委书记。2018年1月，当选江苏省人大常委会副主任。